# الاقتصاد والمجتمع (كتاب)
الاقتصاد والمجتمع هو كتاب من تأليف عالم الاجتماع وعالم الاقتصاد السياسي ماكس فيبر. نشر بعد وفاته في ألمانيا سنة 1922 من قبل زوجته. ويعتبر بجانب كتاب الأخلاق البروتستانتية وروح الرأسمالية من أهم أعمال فيبر. ويغطي الكتاب العديد من المواضيع بما في ذلك الدين، والاقتصاد، والسياسة، والإدارة العامة وعلم الاجتماع. لم تنشر ترجمة كاملة للعمل باللغة الإنجليزية حتى عام 1968.
صدرت الترجمة العربية الاولى للكتاب عام 2015 من المنظمة العربية للترجمة من ترجمة محمد التركي.
في عام 1998، صنّفت الجمعية الدولية لعلم الاجتماع هذا العمل كأهم كتاب في علم الاجتماع في القرن العشرين.